# IC 2220
IC 2220 је емисиона маглина са звијездама у сазвјежђу Прамац која се налази на листи објеката дубоког неба у Индекс каталогу.
Деклинација објекта је - 59° 7' 31" а ректасцензија 7h 56m 51,3s. IC 2220 је још познат и под ознакама ESO 124-RN?3, AM 0755-585, Butterfly/Toby Jug nebula.